# Renard de Blanford
Vulpes cana
Espèce
Répartition géographique
Statut de conservation UICN

 LC  : Préoccupation mineure
Statut CITES
Le Renard de Blanford (Vulpes cana), parfois appelé renard afghan, est une espèce de renard qui vit au Moyen-Orient.
Il tire son nom du naturaliste britannique William Thomas Blanford.

## Description et mode de vie
Le renard de Blanford mesure environ 42 cm et a une queue de 30 cm. Il pèse entre 0.9 et 1.5 kg. Ce petit renard a les oreilles et la queue plutôt longues, le corps tacheté de noir, gris et blanc, le ventre blanc, une bande foncée sur le dos, et la démarche feutrée et féline. Il chasse, solitaire et nocturne, insectes et petits animaux. Il aimes les fruits, c'est pourquoi on le rencontre près des vergers et des bosquets.

## Habitat et distribution
Le renard de Blanford vit uniquement dans les régions montagneuses désertiques du Moyen-Orient. Il est assez commun en Israel, et se trouve aussi en Afghanistan, en Iran et dans les pays voisins.

## Reproduction
- Saison des amours : décembre - janvier
- Temps de gestation : 50 à 60 jours
- Petits par portée : 1 à 3
- Allaitement : 60 jours
- Maturité sexuelle : 8 à 12 mois
- Longévité : 4 à 5 ans en moyenne ( ne dépassant pas les 10ans a l'état sauvage )

## Menaces et conservation
On estime le nombre d'individus adultes à un millier environ, ce qui a entraîné la classification de l'espèce comme espèce vulnérable par l'UICN.